# Sam Neill
Sam Neill   (Omagh, 14 de setembre de 1947), OBE, DCNZM, és un actor de televisió i cinema neozelandès, propietari de dos cellers a Central Otago.

## Inicis
Nascut Nigel John Dermot Neill a Omagh (Comtat de Tyrone, Irlanda del Nord), és el segon fill de Dermott Neill (neozelandès de tercera generació) i l'anglesa Priscilla Neill. El seu pare va ser oficial educat en la Reial Acadèmia Militar de Sandhurst. Quan va néixer en Sam, el seu pare estava destinat a Irlanda del Nord, servint en els Guàrdies Irlandesos. La seva família va ser propietària de Neill and Co., la major distribuïdora de licors de Nova Zelanda.
Neill va arribar a Nova Zelanda el 1954, on va acudir a classes en el col·legi anglicà Christ's College, a Christchurch. Després va estudiar literatura anglesa en la Universitat de Canterbury, on va tenir el seu primer contacte amb la interpretació. Mentre va estar en la Universitat de Canterbury, va residir en el College House, on va ser nomenat Cap Castigador i Triturador del Crim (CCACC en les seves sigles en anglès). Més tard es va traslladar a Wellington per a continuar amb la carrera a la Victòria University of Wellington, on es va graduar com a Llicenciat en Arts i Literatura Anglesa.
El seu nom artístic, "Sam", se'l va fer en el col·legi, era un dels dos "Nigels" que hi havia en la seva classe, pel que ambdós van decidir que li anomenarien Sam, per a evitar errors.

## Carrera
Després de treballar en la Companyia de Cinema de Nova Zelanda com a actor i director, Neill va ser seleccionat com a actor principal per a la pel·lícula neozelandesa Sleeping Dogs. Després va aparèixer en el clàssic australià My Brilliant Career (1979), amb Judy Davis. Aquesta interpretació, va fer que més tard protagonitzés el paper de Damien Thorn a La profecia III: El final de Damien el 1981, una de les seqüeles de La profecia. A la fi dels anys 70, el seu mentor va ser l'actor James Mason.
Després que Roger Moore interpretés la seva última pel·lícula de James Bond el 1985, Neill va ser considerat per al paper en Alta Tensió. Neill va impressionar a l'equip en les seves proves de pantalla i era el favorit del director John Glen. En qualsevol cas, Albert R. Broccoli no va quedar tan impressionat i el paper va recaure en Timothy Dalton. Des de llavors, Neill ha interpretat a herois i vilans en una successió de pel·lícules per a la pantalla gran i televisió. Al Regne Unit, va ser ben conegut en els primers anys 80, protagonitzant drames com Ivanhoe i prestigi interpretant el paper protagonista en la miniserie Reilly, Ace of Spies.
Neill és conegut per protagonitzar i co-protagonitzar pel·lícules d'alt pressupost incloent Calma total (1989), La caça de l'Octubre Vermell (1990), Memòries d'un home invisible (1992), El piano (1993), Sirenes (1994), Parc Juràssic (1993), Horitzó final (1997), La lluna en directe (2000) i Parc Juràssic III (2001).
La pel·lícula Cinema of Unease: A Personal Journey by Sam Neill (1995) va ser escrita i dirigida per Sam Neill i Judy Rymer. En el narra els seus records personals sobre la història del cinema neozelandés. Va ser proposat el paper d'Elrond en la trilogia de El Senyor dels Anells de Peter Jackson, però va declinar, ja que tenia contracte per a realitzar la pel·lícula Parc Juràssic III (2001). Va participar i va narrar la sèrie documental de la BBC de 2002 titulada Space.
Neill ha comentat que encara no sap si repetirà el seu paper del Dr. Alan Grant en la pel·lícula Parc Juràssic IV. També ha aparegut a Merlin (1998), una pel·lícula basada en la llegenda del Rei Artur i la Dama del Llac, interpretant al mag llegendari. Va repetir paper en la no gaire ben rebuda continuació, L'aprenent de Merlin (2006).
Actualment protagonitza el drama històric Els Tudor, interpretant al Cardenal Wolsey, al Showtime Network.

## Nominacions
Premis Emmy:
- Nominat a Millor Actor en una Minisèrie o Pel·lícula per: "Merlin" (1998)

Globus d'Or:
- Nominat a Millor Interpretació Masculina en una Miniserie o Pel·lícula per a Televisió per: "Merlin" (1998)
- Nominat a Millor Interpretació Masculina en una Miniserie o Pel·lícula per a Televisió per: "One Against the Wind"
- Nominat a Millor Interpretació Masculina en una Miniserie o Pel·lícula per a Televisió per: "Reilly: Ace of Spies" (1983)

## Vida privada
Neill resideix a Sydney, Austràlia i té un fill, Tim (nascut el 1983), de l'actriu Lisa Harrow, i una filla, Elena (nascuda el 1990), de la maquilladora Noriko Watanabe, amb la qual es va casar el 1989. També té una fillastra, Maiko Spencer, (nascuda 1981) nascuda del primer matrimoni de Noriko.
Neill dona suport al Partit Laborista Australià, a Greenpeace, Oxfam, i a WWF. També dona suport fermament a la legalització del cànnabis i n'ha estat arrestat pel seu activisme.

## Treballs
Televisió
- Ivanhoe (1982)
- Reilly, Ace of Spies (1983)
- Kane and Abel (Caín y Abel) (1985)
- Jessica (2004)
- In Cold Blood (1996)
- Doctor Zhivago (2002)
- Framed (2002)
- Stiff (2004)
- Jessica (2004)
- To the Ends of the Earth (2005)
- The Triangle (Sèrie) (2005)
- Two Twisted (Sèrie) (2006)
- The Tudors (sèrie) (2007)
- Alcatraz (Sèrie) (2012)
- I ja no en quedà cap (2015)
- Tutankamón (Minisèrie) (2016)

Cinema
- Sleeping Dogs (1977)
- My Brilliant Career (1979)
- La possessió (1981)
- Omen III: The Final Conflict (La Profecia III: El Conflicte Final) (1981)
- Els homes Z (Attack Force Z) (1982)
- La sang dels altres
- Plenty (1985)
- The Good Wife (1987)
- A Cry in the Dark (1988)
- Calma total (1989)
- La caça de l'Octubre Roig (The Hunt for Red October) (1990)
- Until the End of the World (Fins al final del món) (1991)
- Death in Brunswick (1991)
- Memòries d'un home invisible (Memoirs of an Invisible Man) (1992)
- El piano, (1993)
- Parc Juràssic (1993)
- Sirens (1994)
- Country Life (1994)
- El llibre de la selva: L'aventura continua (1994)
- Cinema of Unease: A Personal Journey by Sam Neill(1995)
- Event Horizon (Horizonte Final) (1995)
- Al cor de la por (In the Mouth of Madness) (1995)
- Fills de la revolució (Children of the Revolution) (1996)
- Merlin (1998)
- Sweet Revenge (1998)
- L'home que xiuxiuejava als cavalls (1998)
- L'home bicentenari (Bicentennial Man) (1999)
- La lluna en directe (The Dish) (2000)
- Parc Juràssic III (2001)
- The Zookeeper (2001)
- Dirty Deeds (2002)
- Perfect Strangers (2003)
- Yes (2004)
- Wimbledon (2004)
- L'aprenent de Merlin (2006)
- Sweet Country (2017)
- The Commuter (2018)